# Antimoniure de bismuth
L'antimoniure de bismuth est un alliage en proportions variables de bismuth et d'antimoine, de formule chimique Bi1–xSbx. Certains d'entre eux, notamment celui de composition Bi0,9Sb0,1, comptent parmi les premiers isolants topologiques tridimensionnels observés expérimentalement, c'est-à-dire que ses surfaces sont conductrices de l'électricité tandis que c'est un isolant électrique dans son volume. Plusieurs de ces alliages sont également supraconducteurs à basse température, certains sont semi-conducteurs, et d'autres peuvent présenter des propriétés thermoélectriques.
On fait croître les cristaux d'antimoniure de bismuth en faisant fondre du bismuth et de l'antimoine sous atmosphère inerte ou sous vide. La méthode de la zone fondue permet de réduire la concentration en impuretés : cette étape est essentielle à l'obtention de monocristaux car l'oxydation induite par les impuretés conduit à la formation d'un polycristal.

## Propriétés

### Isolant topologique
Le bismuth pur est un semimétal. Il présente une bande interdite étroite, conduisant à une conductivité électrique relativement élevée (7,7 × 105 S·m-1 à 20 °C). Lorsque le bismuth est dopé à l'antimoine, l'énergie de la bande de valence croît tandis que l'énergie de la bande de conduction décroît. Elles se rencontrent à environ 4 % d'antimoine, ce qui définit le point de Dirac. Un taux plus élevé d'antimoine dans l'alliage conduit à une inversion des bandes, avec une énergie de bande de valence supérieure à l'énergie de la bande de conduction pour certains quasi-moments particuliers. Les bandes cessent de se couper pour un taux d'antimoine compris entre 7 et 22 %, et le matériau est un isolant à bandes inversées. C'est à ces concentrations élevées que la bande interdite disparaît dans les états de surface, ce qui rend la surface du matériau conductrice tandis qu'il est isolant par ailleurs.

### Supraconducteur
La température critique Tc à l'aquelle une couche mince de Bi0,4Sb0,6 de 15  à   135 nm d'épaisseur est supraconductrice est d'environ 2 K. Le champ magnétique critique Bc d'un monocristal de Bi0,935Sb0,065 à 4,2 K est de 1,6 T. 

### Semi-conducteur
La mobilité électronique du Bi1–xSbx à 40 K varie de 490 000  à   240 000 cm2·V-1·s-1 lorsque le taux x d'antimoine varie de 0 à 0,072, ce qui est très supérieur aux mobilités observées dans la plupart des semiconducteurs usuels : dans le silicium, la mobilité vaut ainsi 1 400 cm2·V-1·s-1 à température ambiante. A contrario, la masse effective des électrons dans le Bi1–xSbx varie de 0,002 à 0,0009 fois la masse de l'électron au repos lorsqu'on fait varier le taux x d'antimoine de 0,11 à 0,06, ce qui est très inférieur à la masse effective observée dans la plupart des semi-conducteurs usuels, où elle vaut typiquement 1,09 pour le silicium à 300 K, 0,55 dans le germanium et 0,067 dans l'arséniure de gallium. Une faible masse effective est favorable aux applications thermophotovoltaïques.

### Propriétés thermoélectriques
Les antimoniures de bismuth sont utilisés pour la partie de type n de nombreux composants thermoélectriques fonctionnant en dessous de la température ambiante. Le facteur de mérite thermoélectrique zT correspond au rapport entre l'énergie fournie par le matériau d'une part et la chaleur absorbée par le composant d'autre part. Il vaut σS2T/λ où σ représente la conductivité électrique, S le coefficient Seebeck, T la température et λ la conductivité thermique, et culmine à 6,5 × 10−3 K-1 à 80 K pour x = 0,15. Le coefficient Seebeck du Bi0,9Sb0,1 à 80 K vaut −140 µV·K-1, ce qui est sensiblement inférieur à celui du bismuth pur, qui vaut −50 µV·K-1.